# Superliga (Serbia)
La Superliga serba (serbo: Superliga Srbije), denominata Mozzart SuperLiga Srbije per motivi di sponsorizzazione, è la massima divisione del campionato serbo di calcio.
Vede la partecipazione di sedici squadre. La squadra più titolata della SuperLiga è la Stella Rossa che ha vinto 10 campionati ed è l'unica squadra del paese a poter vantare la vittoria di un'edizione della Coppa dei Campioni, quella del 1990-1991.
La SuperLiga occupa il 16º posto nel ranking UEFA per competizioni per club.

## Storia
Il campionato serbo nacque nel 1923 durante il Regno di Jugoslavia. Durante gli anni le alterne vicende dello stato serbo hanno visto il disputarsi di diversi campionati: dal 1945 al 1991 si disputò il Prva Liga per le squadre della Repubblica Socialista Federale di Jugoslavia, dal 1991 al 2003 la Prva savezna liga per le squadre della Repubblica Federale di Jugoslavia, dal 2003 al 2006, infine per le squadre della Serbia e Montenegro.

## Formato
Il campionato è formato da un girone all'italiana di sedici squadre: ogni squadra incontra tutte le altre due volte, una in casa e una in trasferta, per un totale di trenta partite. Per la decisione della federazione di ridurre a 14 il numero di squadre, a partire dalla prossima stagione, al termine del girone ci saranno due poule, la prima per proclamare la squadra Campione di Serbia, che verrà ammessa al secondo turno preliminare della UEFA Champions League, mentre seconda e terza classificata ai turni preliminari della UEFA Conference League, insieme alla vincitrice della coppa nazionale. Le ultime quattro squadre classificate nella poule salvezza retrocederanno in Prva Liga Srbija, la seconda serie nazionale.
.

## Squadre
Stagione 2023-2024.
| Club                | Città        | Stadio             | Stagione precedente    |
| ------------------- | ------------ | ------------------ | ---------------------- |
| Čukarički           | Belgrado     | Stadio Čukarički   | 3º posto in Superliga  |
| IMT Belgrado        | Belgrado     | Stadio Bojan Majić | 1º posto in Prva Liga  |
| Javor Ivanjica      | Ivanjica     | Stadio Municipale  | 12º posto in Superliga |
| Mladost Lučani      | Lučani       | Stadio Mladost     | 11º posto in Superliga |
| Napredak Kruševac   | Kruševac     | Stadio Mladost     | 9º posto in Superliga  |
| Novi Pazar          | Novi Pazar   | Stadio municipale  | 6º posto in Superliga  |
| Partizan            | Belgrado     | Stadio Partizan    | 4º posto in Superliga  |
| Radnički Kragujevac | Kragujevac   | Stadio Čika Dača   | 8º posto in Superliga  |
| Radnički Niš        | Niš          | Stadio Čair        | 14º posto in Superliga |
| Radnik Surdulica    | Surdulica    | Stadio municipale  | 13º posto in Superliga |
| Spartak Subotica    | Subotica     | Stadio municipale  | 10º posto in Superliga |
| Stella Rossa        | Belgrado     | Stadio Rajko Mitić | Campione di Serbia     |
| TSC Bačka Topola    | Bačka Topola | TSC Arena          | 2º posto in Superliga  |
| Vojvodina           | Novi Sad     | Stadio Karađorđe   | 5º posto in Superliga  |
| Voždovac            | Belgrado     | Stadio Bojan Majić | 7º posto in Superliga  |
| Železničar Pančevo  | Pančevo      | Stadio SC Mladost  | 2º posto in Prva Liga  |

## Partecipazioni per squadra
Sono 41 le squadre che hanno partecipato alle 20 edizioni della Superliga dal 2006-2007 al 2025-2026 (in grassetto):
- 20 volte:  Partizan,  Stella Rossa,  Vojvodina
- 17 volte:  Čukarički,  Spartak Subotica
- 15 volte:  Napredak Kruševac
- 14 volte:  Javor Ivanjica,  Radnički Niš
- 13 volte:  Mladost Lučani
- 12 volte:  Novi Pazar,  OFK Belgrado,  Rad Belgrado,  Voždovac
- 10 volte:  Borac Čačak,  Radnik Surdulica
- 9 volte:  Radnički Kragujevac
- 8 volte:  Jagodina
- 7 volte:  Hajduk Kula,  Metalac,  TSC Bačka Topola
- 6 volte:  Smederevo
- 4 volte:  Bačka B. Palanka,  BSK Borča,  Mačva Šabac,  Proleter Novi Sad,  Sloboda Užice
- 3 volte:  Banat Zrenjanin,  Donji Srem,  IMT Belgrado,  Inđija,  Železničar Pančevo,  Zemun
- 2 volte:  Bežanija,  Kolubara
- 1 volta:  Dinamo Vranje,  Jedinstvo Ub,  Mladi Radnik,  Mladost Apatin,  Mladost GAT,  Tekstilac Odžaci,  Zlatibor Čajetina

## Albo d'oro

### Campionato di calcio della Serbia
| Anno      | Vincitore    | Secondo posto    | Terzo posto      | Capocannoniere |
| --------- | ------------ | ---------------- | ---------------- | --- |
| 1942-1943 | OFK Belgrado |                  |                  | |
| 1945-1946 | Stella Rossa |                  |                  | |
| 2002-2003 | Partizan     |                  |                  | |
| 2003-2004 | Stella Rossa |                  |                  | |
| 2004-2005 | Partizan     |                  |                  | |
| 2005-2006 | Stella Rossa |                  |                  | |
| 2006-2007 | Stella Rossa | Partizan         | Vojvodina        | Srđan Baljak (Banat Zrenjanin, 18 gol)                                                                                        |
| 2007-2008 | Partizan     | Stella Rossa     | Vojvodina        | Nenad Jestrović (Stella Rossa, 13 gol)                                                                                        |
| 2008-2009 | Partizan     | Vojvodina        | Stella Rossa     | Lamine Diarra (Partizan, 19 gol)                                                                                              |
| 2009-2010 | Partizan     | Stella Rossa     | OFK Belgrado     | Dragan Mrđa (Vojvodina, 22 gol)                                                                                               |
| 2010-2011 | Partizan     | Stella Rossa     | Vojvodina        | Andrija Kaluđerović (Stella Rossa, 13 gol) Ivica Iliev (Partizan, 13 gol)                                                     |
| 2011-2012 | Partizan     | Stella Rossa     | Vojvodina        | Darko Spalević (Radnički Kragujevac, 19 gol)                                                                                  |
| 2012-2013 | Partizan     | Stella Rossa     | Vojvodina        | Miloš Stojanović (Jagodina, 19 gol)                                                                                           |
| 2013-2014 | Stella Rossa | Partizan         | Jagodina         | Dragan Mrđa (Stella Rossa, 19 gol)                                                                                            |
| 2014-2015 | Partizan     | Stella Rossa     | Čukarički        | Patrick Friday Eze (Mladost Lučani, 15 gol)                                                                                   |
| 2015-2016 | Stella Rossa | Partizan         | Čukarički        | Hugo Vieira (Stella Rossa, 20 gol)                                                                                            |
| 2016-2017 | Partizan     | Stella Rossa     | Vojvodina        | Uroš Đurđević (Partizan, 24 gol) Leonardo (Partizan, 24 gol)                                                                  |
| 2017-2018 | Stella Rossa | Partizan         | Radnički Niš     | Aleksandar Pešić (Stella Rossa, 25 gol)                                                                                       |
| 2018-2019 | Stella Rossa | Radnički Niš     | Partizan         | Nermin Haskić (Radnički Niš, 24 gol)                                                                                          |
| 2019-2020 | Stella Rossa | Partizan         | Vojvodina        | Nikola Perkovic ( Javor Ivanjica, 16 gol) Vladimir Silađi ( TSC Bačka Topola, 16 gol) Nenad Lukić ( TSC Bačka Topola, 16 gol) |
| 2020-2021 | Stella Rossa | Partizan         | Čukarički        | Milan Makarić (Radnik Surdulica, 25 gol)                                                                                      |
| 2021-2022 | Stella Rossa | Partizan         | Čukarički        | Ricardo Gomes (Partizan, 29 gol)                                                                                              |
| 2022-2023 | Stella Rossa | TSC Bačka Topola | Čukarički        | Ricardo Gomes (Partizan, 19 gol)                                                                                              |
| 2023-2024 | Stella Rossa | Partizan         | TSC Bačka Topola | Matheus Saldanha (Partizan), 17 gol Miloš Luković (IMT Belgrado), 17 gol )                                                    |
| 2024-2025 | Stella Rossa | Partizan         | Novi Pazar       | Cherif Ndiaye (Stella Rossa, 19 gol)                                                                                          |
| 2025-2026 |              |                  |                  | |

## Campionati vinti

### Serbia indipendente
| Squadra      | Titoli | Anni |
| ------------ | ------ | --- |
| Stella Rossa | 14     | 1946, 2003-2004, 2005-2006, 2006-2007, 2013-2014, 2015-2016, 2017-2018, 2018-2019, 2019-2020, 2020-2021, 2021-2022, 2022-2023, 2023-2024, 2024-2025 |
| Partizan     | 10     | 2002-2003, 2004-2005, 2007-2008, 2008-2009, 2009-2010, 2010-2011, 2011-2012, 2012-2013, 2014-2015, 2016-2017                                        |
| OFK Belgrado | 1      | 1942-1943 |

### Totale
Tutte le squadre serbe che hanno vinto un campionato dal Regno di Jugoslavia (1918-1941), Jugoslavia socialista (1945-1992), Serbia e Montenegro (1992-2006) alla Serbia (2006-oggi).
| Squadra      | R.J. | YUG | SCG | SRB | Totale |
| ------------ | ---- | --- | --- | --- | ------ |
| Stella Rossa | —    | 19  | 5   | 11  | 35     |
| Partizan     | —    | 11  | 8   | 8   | 27     |
| OFK Belgrado | 5    | —   | —   | —   | 5      |
| Vojvodina    | —    | 2   | —   | —   | 2      |
| Jugoslavija  | 2    | —   | —   | —   | 2      |
| Obilić       | —    | —   | 1   | —   | 1      |